# Болид (Франция)
Вижте пояснителната страница за други значения на Болид.
„Болид“ е бивша (1899 – 1912) френска компания и марка на произвежданите от нея мотоциклети и автомобили.
Намирала се е в град Пантен (Pantin) – североизточно от Париж, в департамент Сен Сен Дени, регион Ил дьо Франс. Пълното име на компанията е „Етс. Сикъл е Мотор Болид“ (на френски: Éts. Cycles & Moteurs Bolide – Предприятия за цикли и мотори „Болид“). Първоначално предприятието се казва „Льофебър и Сие“ (Lefèbvre & Cie) по името на нейния основател Леон Льофебър (Léon Lefebvre). В периода 1905 – 1907 г. става Дружество „Л'Ото-Репарасион“ (Société l'Auto-Réparation), а нейният основател се присъединява към компанията „Прима“ (Prima) в град Льовалоа-Пере (Levallois-Perret), северозападен съсед на Париж.
Компанията започва своето машиностроително производство през 1899 г. В началото автомобилното производство се състои от модели с двуцилиндрови двигателни блокове – 8CV 2,1 L. и 16CV 5,3 L., и четирицилиндров – 40CV 11,7 L. Белгийската компания Snoeck произвежда техни модели по лиценз. От началото на 1902 г. са използвани 3 вида френски двигатели – Aster, De Dion-Bouton и Tony Huber за четирицилиндрови блокове от 12 и 22 к.с. и за шестцилиндров от 35 к.с. Произвеждани са и мотоциклети с двигател с мощност 1,5 к.с.